# Igreja de Santo Estêvão de Boofzheim

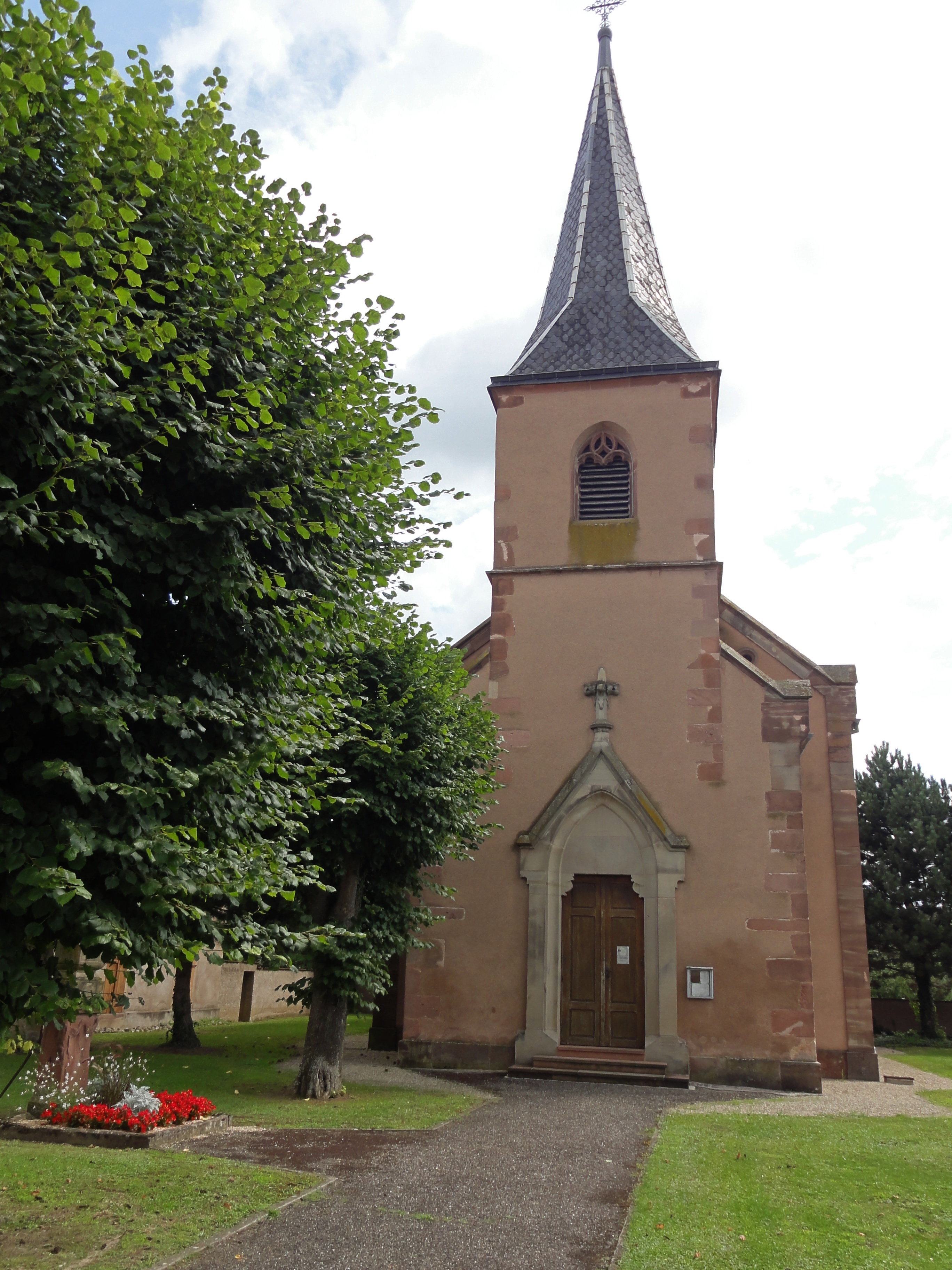
Igreja de Santo Estêvão de Boofzheim

Igreja de Santo Estêvão de Boofzheim é uma igreja em Boofzheim, Bas-Rhin, Alsace, na França. Construída em 1516, sofreu intervenções em 1608 e 1684; tornou-se um monumento histórico registado em 1935.